# Vela als Jocs Olímpics d'Estiu de 1900

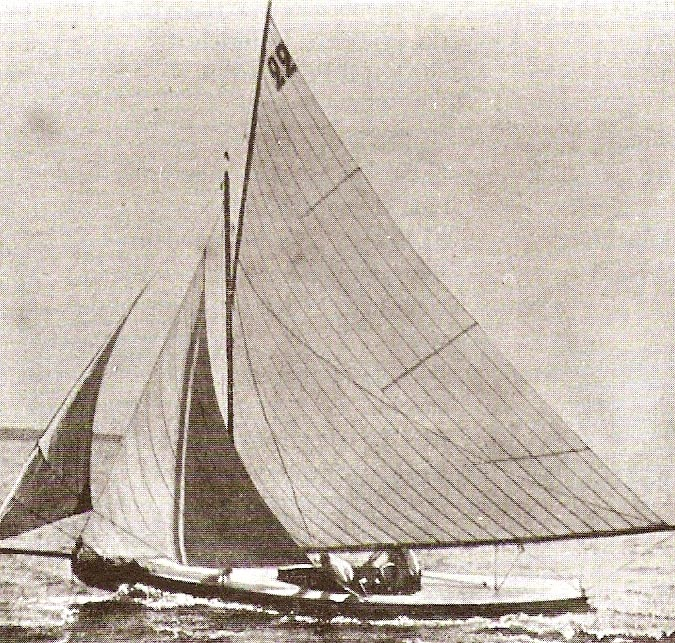
Embarcació suïssa Lérina durant la competició de vela des Jocs Olímpics de París de 1900

Als Jocs Olímpics d'Estiu de 1900 es disputaren diverses proves de vela esportiva. El COI reconeix 10 proves oficials. Totes les proves es disputaren a Meulan-en-Yvelines, excepte les classes de 10-20 tones i +20 tones (no olímpics). Aquestes dues es disputaren a la costa de Le Havre.

## Països participants
Un total de 176 mariners de 6 països van prendre part en els Jocs de París.
- Alemanya (4)
- Estats Units (11)
- França (131)
- Països Baixos (3)
- Regne Unit (24)
- Suïssa (3)

## Resum de medalles
| Prova                      | Or                                                                          | Argent                                                                                    | Bronze                                                                           |
| 0-½ tones cursa 1 detalls  | Quand-Même Pierre Gervais                                                   | Baby Jean Charcot · Robert Linzeler · François Texier · Auguste Texier                    | Sarcelle Henri Monnot · Léon Tellier · Gaston Cailleux                           |
| 0-½ tones cursa 2 detalls  | Fantlet Emile Sacré                                                         | Quand-Même Jean Charcot · Robert Linzeler · François Texier · Auguste Texier              | Baby Pierre Gervais                                                              |
| ½-1 tones cursa 1 detalls  | Scotia Lorne Currie · John Gretton · Linton Hope · Algernon Maudslay        | Crabe II Jacques Baudrier · Jean Le Bret · Félix Marcotte · William Martin · Jules Valton | Scamasaxe Marcel Meran · Émile Michelet · Félix Michelet                         |
| 1-2 tones cursa 1 detalls  | Lérina Bernard de Pourtalès · Hélène de Pourtalès · Hermann de Pourtalès    | Marthe Auguste Albert · Albert Duval · Charles Hugo · François Vilamitjana                | Nina-Claire Jacques Baudrier · Lucien Baudrier · Albert Dubosq · Edouard Mantois |
| 1-2 tones cursa 2 detalls  | Aschenbrödel Georg Naue · Heinrich Peters · Ottokar Weise · Martin Wiesner  | Lérina Bernard de Pourtalès · Hélène de Pourtalès · Hermann de Pourtalès                  | Marthe Auguste Albert · Albert Duval · Charles Hugo · François Vilamitjana       |
| 2-3 tones cursa 1 detalls  | Ollé Frédéric Blanchy (FRA) William Exshaw (GBR) Jacques Le Lavasseur (FRA) | Favorite Jacques Doucet · Auguste Godinet · Henri Mialaret · Léon Susse                   | Gwendoline Gilbert de Cotignon · Emile Jean-Fontaine · Ferdinand Schlatter       |
| 2-3 tones cursa 2 detalls  | Ollé Frédéric Blanchy (FRA) William Exshaw (GBR) Jacques Le Lavasseur (FRA) | Favorite Jacques Doucet · Auguste Godinet · Henri Mialaret · Léon Susse                   | Mignon Auguste Donny                                                             |
| 3-10 tones cursa 2 detalls | Bona Fide Edward Hore · Harry Jefferson · Howard Taylor                     | Gitana A. Dubois · J. Dubois · Maurice Gufflet · Robert Gufflet · Charles Guiraist        | Frimousse H. MacHenry                                                            |
| 10-20 tones detalls        | Estérel Émile Billard · Paul Perquer                                        | Quand-Même Jean Decazes                                                                   | Laurea Edward Hore                                                               |
| Classe oberta detalls      | Scotia Lorne Currie · John Gretton · Linton Hope · Algernon Maudslay        | Aschenbrödel Georg Naue · Heinrich Peters · Ottokar Weise · Martin Wiesner                | Turquoise Émile Michelet · Félix Michelet                                        |

## Proves no olímpiques
Aquestes proves no són considerades oficials pel Comitè Olímpic Internacional, però sovint són llistades en llibres i webs sobre els Jocs.
| Prova              | Or                          | Argent                                                                   | Bronze                                                                                    |
| ½-1 tones cursa 2  | Carabinier Auguste Dormeuil | Scamasaxe Marcel Meran · E. Michelet                                     | Crabe II Jacques Baudrier · Félix Marcotte · Jules Valton · Jean Le Bret · William Martin |
| 3-10 tones cursa 1 | Fémur Gilardoni             | Mascotte Henricus Smulders · Christoffel Hooijkaas · Arie van der Velden | Gitana Maurice Gufflet · Robert Gufflet · Charly Guiarist · A. Dubois · J. Dubois         |
| +20 tones          | Cicely Cecil Quentin        | Brynhild John S. Calverley                                               | Formosa Harry Van Bergen                                                                  |

## Medaller
| Posició | País         | Or | Argent | Bronze | Total |
| 1       | França       | 3  | 8      | 8      | 19    |
| 2       | Regne Unit   | 3  | 0      | 1      | 4     |
| 3       | Equip Mixt   | 2  | 0      | 0      | 2     |
| 4       | Alemanya     | 1  | 1      | 0      | 2     |
| 4       | Suïssa       | 1  | 1      | 0      | 2     |
| 6       | Estats Units | 0  | 0      | 1      | 1     |
| TOTAL   | TOTAL        | 10 | 10     | 10     | 30    |